# Sirona
Sirona was in de Keltische mythologie de godin van de Genezing. Ze werd vooral vereerd in oostelijk centraal Gallië en langs de limes langs de Donau. Ze werd verbonden met geneeskrachtige bronnen; haar kenmerken waren slangen en eieren.

## Geneeskrachtig
Veel geneeskrachtige bronnen stonden destijds onder haar bescherming. Zij werd ook gelijkgesteld aan de Griekse Hygieia, dochter van Asclepius, vader van de Geneeskunde. Dan draagt ze een ster op het hoofd en een slang windt zich rond haar onderarm, als teken van haar genezende krachten. Bij de Kelten draagt ze een schaal met eieren, als symbool voor de kiemkrachten van de genezing.

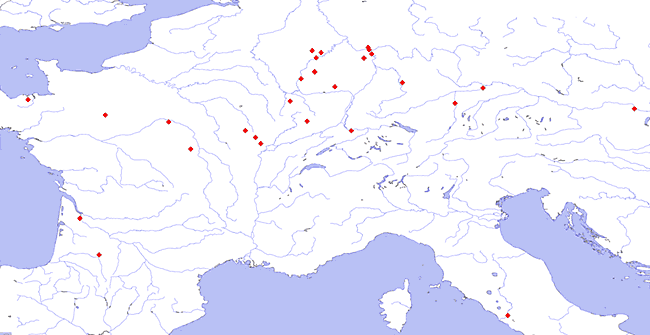
Kaart waarop de spreiding van inscripties en andere tekenen van verering van Sirona.

## Verering
De Treveren kozen haar tot patrones van de geneeskrachtige bronnen in Trier. Ook de heilige bronnen in de stad Aken stonden onder haar bescherming, nog ten tijde van Karel de Grote. Diens vader, Pepijn de Korte, verving er in 765 de verering van de Keltische Sirona door die van de Maagd Maria. Er bleven enkele beelden van haar bewaard, o.a. in Metz. In de Gallo-Romeinse periode werden er ook eigen tempels aan haar gewijd, onder meer te Wiesbaden, te Hochscheid en te Boedapest.

## Etymologie
De naam Sirona gaat terug op Tsirona, en dat betekent astraal, zodat Sirona eveneens in verbinding wordt gebracht met de sterrenwereld. Ze was namelijk ook de godin van de sterrenkunde resp. astrologie. Vandaar de ster op haar hoofd.

## Moderne Astronomie
In onze tijd kreeg de planetoïde nr 116, in 1871 waargenomen door de Duits-Amerikaanse astronoom C.H.F. Peters, haar naam.